# New Day (Wyclef Jean)
New Day è un singolo pubblicato da Wyclef Jean e Bono, per raccogliere fondi per l'associazione benefica NetAid. Wyclef e Bono eseguirono il brano dal vivo al Giants Stadium a New Jersey, il 9 ottobre 1999.
Il singolo è entrato nella classifica inglese alla posizione #23, ed ha ottenuto ottimi piazzamenti anche in Finlandia e Svizzera. In italia New Day è stato il dodicesimo singolo più venduto del 1999.

## Tracce
1. New Day (Pop version) – 4:45
2. New Day (Hip Hop Clean version) – 3:59
3. New Day (Reggae Remix) – 3:46

## Classifiche
| Classifica (2001) | Massima posizione |
| ----------------- | ----------------- |
| Svizzera          | 48                |
| Paesi Bassi       | 28                |
| Finlandia         | 13                |
| Italia            | 20                |
| UK                | 23                |